# Thomas Scharnagel
Thomas Scharnagel (* 7. März 1880 auf dem Rothof in Bamberg; † 7. März 1953 in Freising) war ein deutscher Saatgutexperte und Pflanzenzüchter. Von 1928 bis 1948 leitete er als Direktor die Bayerische Landessaatzuchtanstalt in Weihenstephan.

## Leben
Thomas Scharnagel, Sohn einer alteingesessenen fränkischen Bauernfamilie, studierte seit 1906 Landwirtschaft in Weihenstephan und München. Im selben Jahr wurde er Mitglied im Corps Donaria zu Freising-Weihenstephan. 1909 nach dem mit „sehr gut“ bestandenen Staatsexamen als wissenschaftlicher Assistent trat er  in die Bayerische Landessaatzuchtanstalt Weihenstephan ein. 1911 wurde er zum Kreissaatgutinspektor für Oberbayern und 1921 zum Regierungsrat 1. Klasse und zum Abteilungsleiter ernannt. Als Nachfolger Ludwig Kießlings leitete er von 1928 bis 1949 diese Saatzuchtanstalt.
Die Bayerische Landessaatzuchtanstalt hat Scharnagel in den zwanzig Jahren seines Direktorats zu einer Institution von internationaler Bedeutung ausgebaut. Sein persönlicher Forschungsschwerpunkt war die Züchtung ertragreicher Weizensorten mit hoher Backqualität. Die unter seiner Leitung entstanden Weizensorten „Tassilo“, „Walthari“ und „Tacca“ fanden auch außerhalb Bayerns weite Verbreitung. Nachhaltig förderte Scharnagel auch die Qualitäts- und Resistenzzüchtung bei anderen Kulturpflanzenarten, z. B. bei Kartoffeln, Ölpflanzen und Hülsenfrüchten. Seine über 300 Veröffentlichungen sind überwiegend in praxisnahen Landbau-Zeitschriften erschienen. Als Honorarprofessor hielt Scharnagel an der Landwirtschaftlichen Abteilung der Technischen Hochschule München Vorlesungen über Pflanzenzüchtung und Sortenkunde.

## Publikationen (Auswahl)
- Untersuchungen über die Beziehungen der Weizensorte zur Backfähigkeit. In: Forschungen auf dem Gebiete des Pflanzenbaus und der Pflanzenzüchtung. Festschrift zum siebzigsten Geburtstag von Kurt von Rümker. Verlagsbuchhandlung Paul Parey Berlin 1929, S. 127–145.
- Die Bayerische Landessaatzuchtanstalt in Weihenstephan, ihre Bedeutung und ihr Wirken. In: Die Ernährung der Pflanze Jg. 33, 1937, S. 235–236.